# 三各庄遗址
三各庄遗址，位于中国河北省沧州市三各庄村，为任丘市的一个全国重点文物保护单位，类型为古遗址，公布时间为2013年5月。
三各庄遗址的历史年代为新石器时代。